# Nadleśnictwo Oborniki Śląskie
Nadleśnictwo Oborniki Śląskie – jednostka organizacyjna Lasów Państwowych podległa Regionalnej Dyrekcji Lasów Państwowych we Wrocławiu. Siedzibą nadleśnictwa są Oborniki Śląskie.
Nadleśnictwo Oborniki Śląskie położone jest na terenie województwa dolnośląskiego.

## Historia Nadleśnictwa
Nadleśnictwo Oborniki Śląskie w obecnych granicach funkcjonuje od 1 stycznia 1983 r. Powstało ono z dawnego nadleśnictwa Oborniki Śląskie, części byłego nadleśnictwa Grochowo, części nadleśnictwa Żmigród oraz Szkółki Zadrzewieniowej Kodlewo.
Początki nadleśnictwa sięgają 1945 r., ściśle przy tym związane są z osobą inż. Karola Bernolaka.

## Warunki geograficzno-przyrodnicze
Terytorium nadleśnictwa znajduje się w dwóch krainach przyrodniczo - leśnych. W Śląskiej Krainie Przyrodniczo - Leśnej, w Dzielnicy Wrocławskiej oraz Krainie Wielkopolsko-Pomorskiej, w dzielnicy Kotliny Żmigrodzko-Grabowskiej. 
Nadleśnictwo Oborniki Śląskie gospodaruje na łącznej powierzchni 14745,63 ha. Na powierzchnię tą składają się 2 Obręby w skład którego wchodzi 11 leśnictw oraz szkółka leśna.
Obręb Bagno
- leśnictwo Cieplice
- leśnictwo Zwierzyniec
- leśnictwo Lipnica
- leśnictwo Kraniec
- leśnictwo Radecz

Obręb Oborniki
- leśnictwo Prusice
- leśnictwo Osolin
- leśnictwo Trzebnica
- leśnictwo Pęgów
- leśnictwo Rościsławice
- leśnictwo Jary
- szkółka leśna - Jary